# Церковь Александра Невского (Белград)
Церковь святого Александра Невского в Белграде (серб. Црква Светог Александра Невског) — храм Сербской православной церкви, возведённый в память об освобождении русскими Сербии в ходе Русско-турецкой войны 1877—1878 годов. Возведён в сербско-византийском стиле. Памятник культуры.

## История

### Переносная часовня
История строительства церкви связана с событиями сербско-турецкой войны 1876—1877 годов, в которой участвовали добровольцы из России. Солдаты-добровольцы прибыли в Сербию с шатром-часовней во имя святого благоверного князя Александра Невского. 19 сентября 1876 переносной храм, доставленный со штабом генерала Михаила Григорьевича Черняева, был установлен в центральной части Белграда восле здания университета и освящён митрополитом Сербским Михаилом. Вместе с отрядом русских воинов часовню перевезли в район боевых действий, со второй половины сентября 1876 она находилась на Делиградском поле, а после окончания войны снова вернулась в Белград. Она несколько раз меняла своё местоположение и вскоре была продана с аукциона, а утварь её перенесли в белградский собор и вскоре передали новопростроенному храму.

### Старый храм
Этот храм был возведён по благословению митрополита Михаила и освящен им же 1 октября 1877 в честь святого благоверного князя Александра Невского. Однако спустя 14 лет храм был разрушен, несмотря на протесты прихожан и самого митрополита. Официальной причиной было названо нарушение собором целостности планировки города и ближайших улиц, хотя на самом деле причины были, скорее всего, чисто политические, обусловленные проавстрийской ориентацией правящей династии Обреновичей. На месте собора построили школу, в которой временно оборудовали домовую часовню во имя Александра Невского, позднее часовню перевели в Дом святого Саввы Сербского, где располагался культурный и религиозный центр Белграда. Место для закладки нового собора было освящено в 1894, но из-за неустойчивости грунта строительство приостановилось, а затем и вовсе прекратилось.

### Новый храм
Освящение фундамента ныне существующей церкви на улице Царя Душана было совершено 12 мая 1912 митрополитом Димитрием в присутствии престолонаследника Александра Карагеоргиевича. Однако строительство, начатое весьма активно по проекту Елизаветы Начич, вскоре было прекращено из-за разразившихся Балканских и Первой мировой войн. Только в 1927 году строительство возобновилось под руководством архитектора Пере Поповича, который внес некоторые изменения в первоначальный проект. 23 ноября 1930 патриарх Сербский Варнава освятил новосооруженный храм в присутствии короля Александра I Карагеоргиевича.

## Реликвии
Мраморный иконостас из церкви великомученика Георгия (село Оплеца) и большая икона святого благоверного князя Александра Невского работы известного польского художника Яна Матейко подарены храму королём Александром I. Иконы храма выполнены в мастерской Бориса Селянко. Фрески в интерьере созданы в 1970 иеромонахом Наумом (Андричем), а продолжил роспись его ученик М. Кнежевич в 1973. В 1998 была проведена реставрация фасада и крыши. Алтарь расписывал М. Биелошевич.

## Предназначение
Эта церковь — крупный центр духовного просвещения и православного миссионерства. Благодаря подвижнической деятельности протоиерея ставрофора Хаджи-Любодрага Петровича при храме в 1985 организована Православная миссионерская школа, действует Миссионерский центр, который еженедельно проводит своеобразные «трибуны»-встречи. Также работают катехизаторские курсы для детей и взрослых
У храма есть своя печать: издательство «Српски образ», которое с 1985 выпускает газету «Билтен храма светог Александра Невског» (с 1995 года выходит регулярно). Миссионерский центр храма является учредителем и издателем журнала «Београдски диjалог». В богослужениях участвует певчий коллектив и ещё три хора (один из них детский). В храме семь священнослужителей, он объединяет пять приходов и около 6 с половиной тысяч верующих.